# Keratoskop

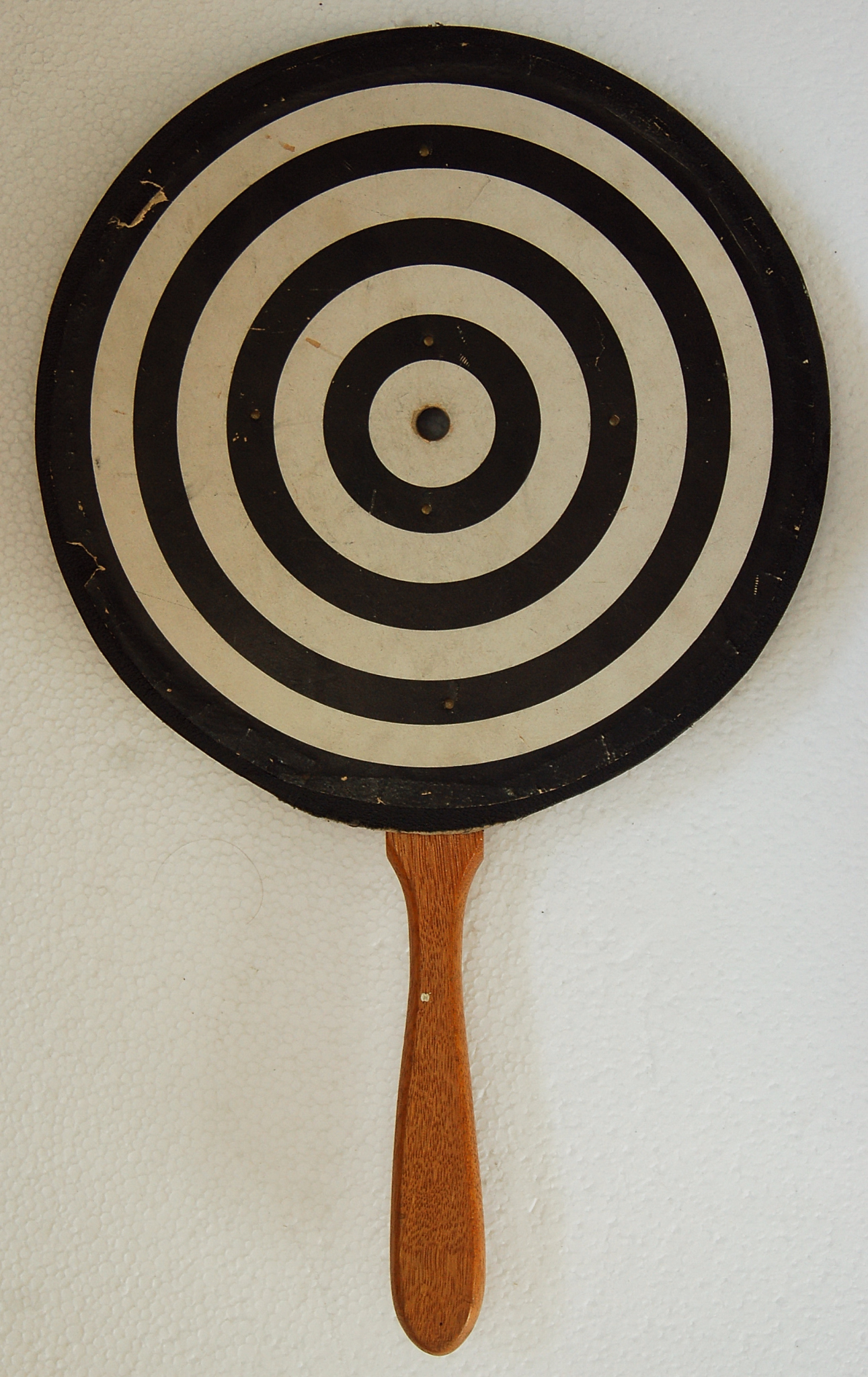
Ręczny keratoskop

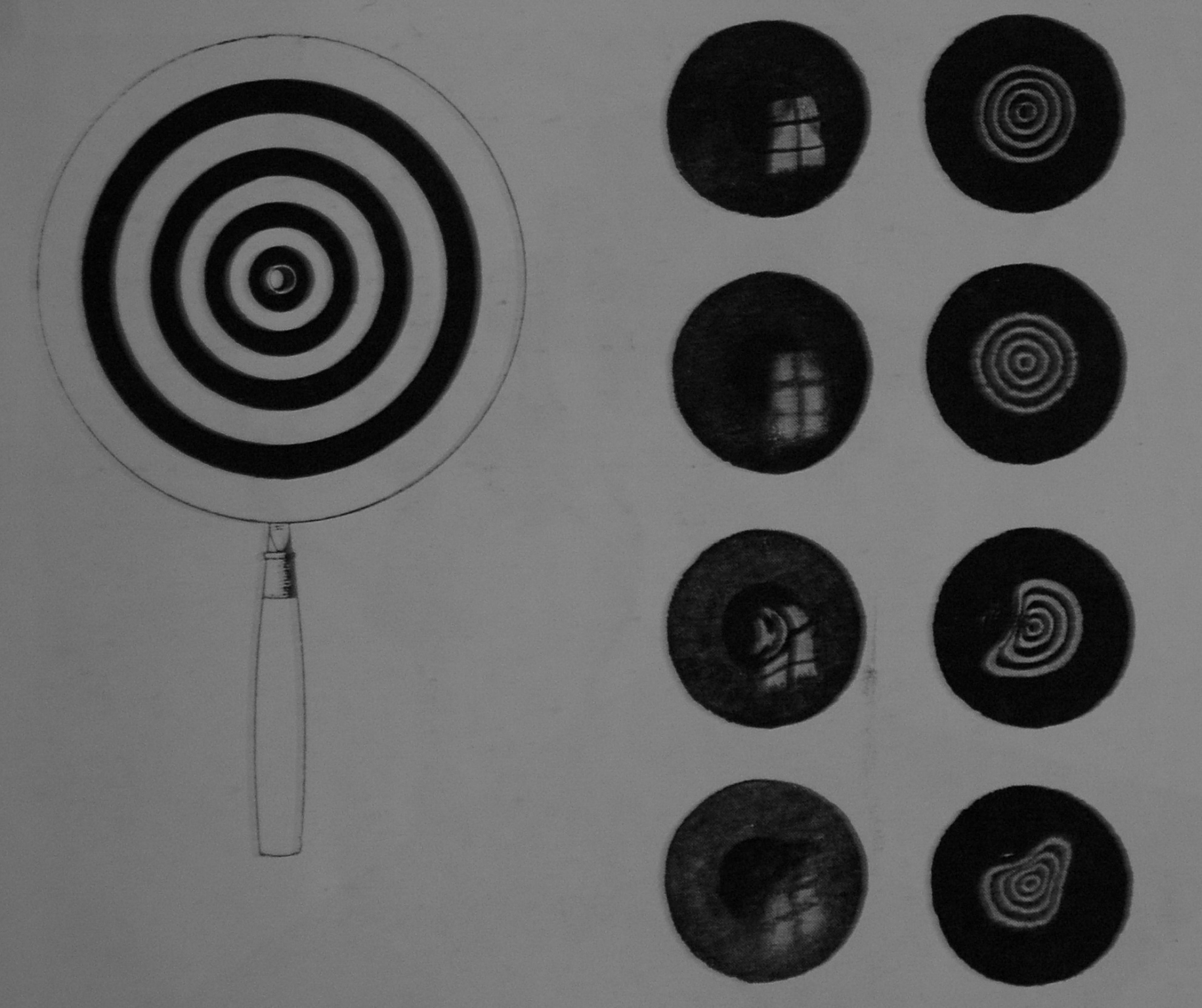
Odbicia tarczy keratoskopu w prawidłowej i zniekształconej rogówce

Keratoskop (od greckiego κερατο, kerato – rogówka), nazywany też dyskiem Placido (od nazwiska wynalazcy, portugalskiego okulisty Antonio Placido da Costa) – przyrząd używany w okulistyce od końca XIX wieku do badania zewnętrznego kształtu rogówki oka. W pierwotnej wersji składał się z okrągłej tarczy z otworem w środku, na której umieszczone były koncentryczne, czarne i białe okręgi, oraz uchwytu do jej trzymania. W trakcie badania obserwowano (przez otwór centralny) obrazy odbić okręgów w rogówce oka badanej osoby. Przy prawidłowym kształcie rogówki obrazy te powinny być również koncentrycznymi okręgami, natomiast jakiekolwiek deformacje rogówki (w przypadku astygmatyzmu, stożka rogówki itp.) powodują zniekształcenie odbitych obrazów.